# Ctenichneumon rufibasis
Ctenichneumon rufibasis är en stekelart som beskrevs av Heinrich 1961. Ctenichneumon rufibasis ingår i släktet Ctenichneumon och familjen brokparasitsteklar. Inga underarter finns listade i Catalogue of Life.